# Emir Spahić
Emir Spahić? né le 18 août 1980 à Dubrovnik en Croatie, est un footballeur international bosnien qui évolue au poste de défenseur central.
Évoluant au poste de défenseur central, il commence sa carrière professionnelle au Čelik Zenica en 1998. Afin de pouvoir s'aguerrir, il part pour deux saisons au GOŠK Dubrovnik en troisième division croate avant d'être transféré au NK Zagreb avec lequel il sera champion de Croatie en 2002. En 2004, il part pour la Russie où il bouge beaucoup avant de se stabiliser au MFK Lokomotiv avec lequel il jouera sa première coupe d'Europe. Alors que sa carrière s'essouffle en Russie, il décide de se relancer au Montpellier Hérault Sport Club tout jeune promu en Ligue 1. Il sera d'ailleurs une des révélations de la saison 2009-2010 en France. Après une seconde saison dans l'Hérault beaucoup plus difficile, le Bosnien part au FC Séville afin de franchir un nouveau cap dans sa carrière.
Emir Spahić compte deux titres importants à son palmarès, le titre de champion de Croatie obtenu en 2002 et la victoire en coupe du Russie en 2007.
Emir Spahić fut viré le 12 avril 2015 du Bayer Leverkusen après avoir agressé des stadiers.

## Biographie

### Jeunesse
Il a un frère cadet, Alen Spahić, qui est lui aussi footballeur[réf. nécessaire]. Il a également pour cousin Edin Dzeko, attaquant de la Roma.

### Carrière de joueur

#### Carrière en club

##### Ses débuts en Bosnie et en Croatie
Il a signé son premier contrat professionnel en 1998 au Čelik Zenica, mais n'ayant que très peu de temps de jeu, il part pour le GOŠK Dubrovnik, qui évolue à l'époque en Treća HNL (3e division croate)[réf. nécessaire].

##### Zagreb et son premier titre
Se faisant remarquer par le NK Zagreb, il signe au club en 2001 et est sacré champion de Croatie en 2002, son premier titre majeur[réf. nécessaire].

##### Le championnat russe
En 2004, il décide de partir en Russie où il fait respectivement le bonheur du Chinnik Iaroslavl, du Torpedo Moscou puis du MFK Lokomotiv avec lequel il remporte la Coupe de Russie en 2007[réf. nécessaire].

##### L’ascension et la reconnaissance
En juillet 2009, Emir Spahić signe avec le Montpellier HSC alors tout jeune promu de Ligue 1, il marque son premier but lors de son premier match sous ses nouvelles couleurs, le 8 août 2009 contre le Paris SG (1-1) en égalisant à la quatrième minute du temps additionnel de la seconde période. Après avoir obtenu une qualification en Ligue Europa avec le club, il décide de prolonger son contrat jusqu'en 2014.
La saison suivante est plus compliquée pour le Bosnien au sein du club héraultais[réf. nécessaire]. Elle est notamment marquée par deux cartons rouges pour deux coups de coude sur le brestois Nolan Roux et le lensois Issam Jemâa et par une période de suspension cumulée de 17 matchs de championnat sur l'ensemble de la saison[réf. nécessaire].
Malgré tout, en juillet 2011, il signe un contrat de trois ans avec le FC Séville pour un transfert avoisinant les deux millions d'euros. Le 27 février 2013, il est prêté avec option d'achat au club russe de l'Anzhi Makhatchkala.
Cependant, le retour en Russie va tourner court car l'Anzhi décide de ne plus investir et les cadres comme Samuel Eto'o et Willian quittent le club. Le prêt de Spahic est donc rompu.
Il retourne donc en Espagne où il est transféré au Bayer Leverkusen. Il s'impose comme titulaire en Allemagne. Le 8 avril 2015, lors de l'élimination du Bayer contre le Bayern Munich en quarts de finale de la coupe d'Allemagne, Spahic est suspecté d'avoir frappé un stadier. Le 12 avril 2015, le club annonce sur son compte Twitter la résiliation du contrat du joueur.

#### Carrière internationale
Il est le capitaine de la Bosnie-Herzégovine avec laquelle il a marqué son premier but international le 28 février 2006 face au Japon lors d'un match amical se terminant sur le score de deux buts partout au Signal Iduna Park de Dortmund[réf. nécessaire]. Le 15 novembre 2011, il marque un but lors du match retour des barrages de l'Euro 2012, ce qui n'empêche pas le Portugal de se qualifier lors de ce même match six buts à deux .

## Statistiques et palmarès

### En équipe nationale
Emir Spahić totalise cinquante-cinq capes avec l'équipe de Bosnie-Herzégovine et a marqué trois buts. Il est appelé en équipe nationale dès 2002 alors qu'il n'a que 22 ans et va être de toutes les campagnes éliminatoires de son pays jusqu'à devenir capitaine des Zmajevi (Dragons). En 2010, il passe à deux doigts de son rêve d'amener la Bosnie à la coupe du monde 2010, échouant lors des barrages face au Portugal. Deux ans plus tard, il chute une nouvelle fois lors des barrages de l'Euro 2012, toujours face au Portugal et ce malgré le fait qu'il inscrive le troisième but de sa carrière internationale au stade de la Luz. Son rêve se réalise en 2010 lorsque l'équipe de Bosnie-Herzégovine se qualifie pour Coupe du monde de football 2014, en finissant première du Groupe G qui lui permet de se qualifier directement pour le Brésil.
| Saison      | Éliminatoire CM | Éliminatoire CM | Coupe du monde | Coupe du monde | Éliminatoire Euro | Éliminatoire Euro | Euro   | Euro | Autres | Autres | Autres |
| Saison      | Matchs          | Buts            | Matchs         | Buts           | Matchs            | Buts              | Matchs | Buts | Type   | Matchs | Buts   |
| ----------- | --------------- | --------------- | -------------- | -------------- | ----------------- | ----------------- | ------ | ---- | ------ | ------ | ------ |
| 2002 - 2003 | -               | -               | -              | -              | 1                 | 0                 | -      | -    | -      | -      | -      |
| 2003 - 2004 | -               | -               | -              | -              | 3                 | 0                 | -      | -    | Amical | 1      | 0      |
| 2004 - 2005 | 5               | 0               | -              | -              | -                 | -                 | -      | -    | Amical | 2      | 0      |
| 2005 - 2006 | 5               | 0               | -              | -              | -                 | -                 | -      | -    | Amical | 3      | 0      |
| 2006 - 2007 | -               | -               | -              | -              | 2                 | 0                 | -      | -    | -      | -      | -      |
| 2007 - 2008 | -               | -               | -              | -              | -                 | -                 | -      | -    | Amical | 4      | 1      |
| 2008 - 2009 | 2               | 1               | -              | -              | -                 | -                 | -      | -    | Amical | 2      | 0      |
| 2009 - 2010 | 6               | 0               | -              | -              | -                 | -                 | -      | -    | Amical | 3      | 0      |
| 2010 - 2011 | -               | -               | -              | -              | 6                 | 0                 | -      | -    | Amical | 2      | 0      |
| 2011 - 2012 | -               | -               | -              | -              | 6                 | 1                 | -      | -    | Amical | 1      | 0      |

### En club
Après quatre saisons d'adaptation entre différents clubs, Emir devient titulaire au NK Zagreb où il devient champion de Croatie en 2002 pour sa deuxième saison dans la capitale croate.
Appâté par les pétrodollars russes, il va passer par deux clubs russes sans grand succès avant de relancer sa carrière au MFK Lokomotiv avec qui il remporte la Coupe de Russie en 2007 et participe à la Supercoupe de Russie en 2008.
En manque de visibilité médiatique en Russie, il décide de signer au Montpellier HSC alors tout juste promu en Ligue 1 en espérant en faire un tremplin vers des clubs plus huppés. En deux saisons en tant que pilier de la défense pailladine, il démontre tout son talent et part seulement deux ans après son arrivée, au FC Séville dans la prestigieuse Liga.
| Saison      | Club              | Championnat   | Championnat | Championnat | Coupes nationales | Coupes nationales | Coupes continentales | Coupes continentales | Coupes continentales | Autres | Autres | Autres |
| Saison      | Club              | Division      | Matchs      | Buts        | Matchs            | Buts              | Type                 | Matchs               | Buts                 | Type   | Matchs | Buts   |
| ----------- | ----------------- | ------------- | ----------- | ----------- | ----------------- | ----------------- | -------------------- | -------------------- | -------------------- | ------ | ------ | ------ |
| 1998 - 1999 | Čelik Zenica      | Premijer Liga | -           | -           | -                 | -                 | -                    | -                    | -                    | -      | -      | -      |
| 1999 - 2000 | GOŠK Dubrovnik    | Treća HNL     | -           | -           | -                 | -                 | -                    | -                    | -                    | -      | -      | -      |
| 2000 - 2001 | GOŠK Dubrovnik    | Treća HNL     | -           | -           | -                 | -                 | -                    | -                    | -                    | -      | -      | -      |
| 2001 - 2002 | NK Zagreb         | Prva HNL      | 3           | 0           | -                 | -                 | -                    | -                    | -                    | -      | -      | -      |
| 2002 - 2003 | NK Zagreb         | Prva HNL      | 23          | 1           | -                 | -                 | -                    | -                    | -                    | -      | -      | -      |
| 2003 - 2004 | NK Zagreb         | Prva HNL      | 12          | 1           | -                 | -                 | -                    | -                    | -                    | -      | -      | -      |
| 2004        | Chinnik Iaroslavl | Premier-Liga  | 18          | 4           | -                 | -                 | -                    | -                    | -                    | -      | -      | -      |
| 2005        | Chinnik Iaroslavl | Premier-Liga  | 8           | 1           | -                 | -                 | -                    | -                    | -                    | -      | -      | -      |
| 2005        | Torpedo Moscou    | Premier-Liga  | 1           | 0           | -                 | -                 | -                    | -                    | -                    | -      | -      | -      |
| 2006        | MFK Lokomotiv     | Premier-Liga  | 18          | 0           | -                 | -                 | C3                   | 3                    | 0                    | -      | -      | -      |
| 2007        | MFK Lokomotiv     | Premier-Liga  | 19          | 3           | -                 | -                 | C3                   | 4                    | 0                    | -      | -      | -      |
| 2008        | MFK Lokomotiv     | Premier-Liga  | 19          | 0           | 1                 | 0                 | -                    | -                    | -                    | -      | -      | -      |
| 2009        | MFK Lokomotiv     | Premier-Liga  | -           | -           | -                 | -                 | -                    | -                    | -                    | -      | -      | -      |
| 2009 - 2010 | Montpellier HSC   | Ligue 1       | 34          | 2           | -                 | -                 | -                    | -                    | -                    | -      | -      | -      |
| 2010 - 2011 | Montpellier HSC   | Ligue 1       | 23          | 1           | 1                 | 0                 | C3                   | 2                    | 0                    | -      | -      | -      |
| 2011 - 2012 | FC Séville        | Liga BBVA     | 22          | 0           | 2                 | 0                 | C3                   | 1                    | 0                    | -      | -      | -      |
| 2012 - 2013 | FC Séville        | Liga BBVA     | -           | -           | -                 | -                 | -                    | -                    | -                    | -      | -      | -      |

Dernière mise à jour le 6 mai 2012